# Germiston
Germiston è una città del Sudafrica nella provincia di Gauteng. Essa si trova a sud-ovest di Pretoria.